# 阿尔内·波赫约宁
阿尔内·波赫约宁（芬蘭語：Aarne Pohjonen，1886年3月29日—1938年12月22日），生于盧漢卡，芬兰男子体操运动员。他曾获得1908年夏季奥运会体操比赛男子团体全能铜牌。他于1938年在瓦萨去世。